# Bracon excisor
Bracon excisor är en stekelart som beskrevs av Szepligeti 1906. Bracon excisor ingår i släktet Bracon och familjen bracksteklar. Inga underarter finns listade.